# Dugald Carmichael
Dugald Carmichael fue un oficial británico ( 1772 , Lismore (Escocia) - 1827 ), que fue además botánico, pteridólogo, micólogo, y algólogo.
Formó parte de la expedición que conquistó y anexó la isla Mauricio a Gran Bretaña, luego de Francia, en 1810. También tenía amplios conocimientos en botánica, geología, ictiología; realizando numerosas colecciones durante sus expediciones.

## Algunas publicaciones
- Account of the conquest of Mauritius: With some notices on the history, soil, products, defences and the political importance of this island... - Londres : T. Egerton Military library, 1811 Disponible en téléchargement

## Honores

### Epónimos
- Aconitum carmichaelii Debeaux 1879,[1] ranunculácea
- Agrostis carmichaelii Roem. & Schult.,[2] poácea de la isla Tristan da Cunha (sinónimos : Sporobolus carmichaelii Kunth, Vilfa carmichaelii Steud.
- Isolepis carmichaelii A.Dietr. 1832,[3] ciperácea de la isla Tristan da Cunha - Sinónimo de : Scirpus sulcatus Touars 1808
- Keetia carmichaelii Bridson 1986,[4] rubiácea de Tanzania
- Pandanus carmichaelii R.E.Vaughan & Wiehe 1953,[5] pandanácea de la isla Mauricio
- Polygala carmichaelii Harv. 1860,[6] poligalácea de África austral
- Vilfa carmichaelii Steud. 1841,[7] poácea

- La abreviatura «Carmich.» se emplea para indicar a Dugald Carmichael como autoridad en la descripción y clasificación científica de los vegetales.[8]